# Promise (Candyの曲)
「Promise」（プロミス）は、Candyの2作目のシングル楽曲。2005年5月18日にavex traxから発売された。

## 概要
- 前作「Bye & Thanks」から約4ヶ月ぶりのリリース作品。
- 表題曲「Promise」は、テレビアニメ『ガラスの仮面』のオープニングテーマ、カップリング曲の「no reason」は、『ライトニングボルト2005』のCMソングとして使用された。
- 表題曲「Promise」のミュージック・ビデオにPerfumeが出演している。

## 収録曲
1. Promise [5:22]
作詞：Candy、作曲：鈴木雄大、編曲：松井寛
2. no reason [4:45]
作詞：Candy、作曲：鈴木雄大、編曲：松井寛
3. Promise（Instrumental）
4. no reason（Instrumental）

## タイアップ
| 曲名      | タイアップ                                     |
| --------- | ---------------------------------------------- |
| Promise   | テレビアニメ『ガラスの仮面』オープニングテーマ |
| no reason | 『ライトニングボルト2005』CMソング             |